# Monsieur Louis Ricard
'Monsieur Louis Ricard' est un cultivar de rosier hybride remontant introduit au commerce en 1894 par le rosiériste rouennais Philbert Boutigny. Il est dédié à Louis Ricard, député de la Seine-Inférieure de l'époque et futur ministre de la Justice. Cette rose n'est plus que très rarement cultivée aujourd'hui.

## Description
Le buisson est très vigoureux et donne des fleurs globuleuses très grandes (12 cm à 13 cm de diamètre) à l'allure de pivoines et au coloris exceptionnel : un pourpre velouté, foncé et intense avec quelques nuances rouge vermillon. Elles ne s'abîment pas trop au soleil brûlant estival,. 
Il est issu de 'Simon de Saint-Jean' x 'Abel Carrière'. On peut l'admirer à la roseraie des roses de Normandie,.

## Distinctions
- Médaille d'argent à l'exposition d'horticulture de Rouen, 1891
- Médaille d'argent à l'exposition d'horticulture de Vernon, 1891
- Médaille de vermeil à l'exposition d'horticulture de Valenciennes, 1894
- Médaille de vermeil à l'exposition d'horticulture du Havre, 1894